# آرمینه گریگوریان (نوازنده پیانو)
آرمینه رومانی گریگوریان (ارمنی: Արմինե Ռոմանի Գրիգորյան؛  زادهٔ ۳۰ سپتامبر ۱۹۶۷) نوازنده پیانو، آموزش موسیقی اهل ارمنستان است.

## زندگی‌نامه
وی در ۳۰ سپتامبر ۱۹۶۷ در ایروان به دنیا آمد و از مدرسه راهنمایی حرفه‌ای موسیقی ایروان (۱۹۸۵) و کنسرواتوار دولتی کومیتاس ایروان (۱۹۹۰) فارغ‌التحصیل گشت. وی در خانه‌موزه آرام خاچاتوریان و سه‌گانه خاچاطریان فعالیت می‌کند. وی همچنین برندهٔ جوایزی همچون مدال طلای وزارت فرهنگ جمهوری ارمنستان (۲۰۱۷) شده‌است.